# Фрідріх Крістіансен
Фрідріх Крістіан Крістіансен (нім. Friedrich Christian Christiansen; 12 грудня 1879, Вик-ауф-Фер — 3 грудня 1972, Аукруг) — німецький воєначальник часів Третього Рейху, генерал авіації. Кавалер Pour le Mérite (1917) та Німецького хреста в сріблі. У роки Першої світової війни — пілот-ас морської авіації.

## Біографія
Представник сім'ї спадкових моряків. Син морського капітана Петера Крістіансена. Сім'я була багатодітною, крім Фрідріха в родині було ще 9 дітей. Професія моряка була традиційною для всіх чоловіків сім'ї протягом вже багатьох поколінь. Тому, завершивши шкільну освіту, в 1895 році Фрідріх Крістіансен вступив на службу в торговий флот. У віці 16 років він став юнгою на транспорті Parchim, що здійснював регулярні рейси по торговому маршруту до берегів Південної Америки. Після чотирьох років практики Крістіансен вступив в морську школу в Гамбурзі, незабаром здав іспит на отримання офіцерського звання.
1 жовтня 1901 року призваний на службу в морську артилерію, в листопаді-грудні 1901 року пройшов підготовку на міноносці S-37, в з грудня 1901 по лютий 1902 року — на борту навчального корабля SMS Blucher. З 27 лютого 1902 року служив в 3-й дивізії міноносців, з 11 травня 1902 року — в 1-му міноносному дивізіоні і на навчальному кораблі SMS Blucher. 18 вересня 1902 року направлений на службу на міноносець G-109. 30 вересня 1903 року зарахований в резерв.
З 1903 року працював в торговельному флоті. Кілька років плавав на найбільшому в ті роки в світі п'ятищогловому вітрильному судні Preussen як 2-го офіцера. У 1913 році пройшов льотну підготовку і отримав ліцензію інструктора льотної підготовки цивільної авіації.
У 1913 році вступив до льотної школи в Травемюнде, якою керував Карл Каспар, і протягом року зробив великі успіхи в освоєнні мистецтва літаководіння. 27 березня 1914 року Крістіансен, якого товариші по школі називали «Фіде» або «Крішан», отримав сертифікат пілота за № 707 і сам став інструктором. При цьому з'ясувалося, що на відміну від більшості інших льотчиків він чудово орієнтувався під час перельотів над морем поза прямої видимості берега, в чому йому допомагала багата флотська практика. З урахуванням того, що на літаках початку XX століття навігаційне обладнання було досить скромним, подібне вміння вважалося дуже цінним і незабаром виявилося дуже доречним.

### Перша світова війна
З початком Першої світової війни 3 серпня 1914 року призваний на флот і зарахований в 1-у дивізію міноносців, але вже наступного дня призначений інструктором льотної підготовки в авіазагін «Гольтенау». Почав кар'єру на літаку Friedrichshafen FF.64.
З 5 січня 1915 року служив льотчиком, потім командиром ескадрильї SFL 1. Його база була розміщена у Фландрії в Зебрюгге. З неї він здійснював польоти над Північним морем, Ла-Маншем і Англією.
В 1915-16 роках Крістіансен брав участь у численних розвідувальних і бомбардувальних польотах, допомагаючи зробити свій підрозділ в Зебрюгге одним з найуспішніших в німецьких військово-повітряних силах. Крістіансен практично з нуля детально розробив тактику бойового застосування гідролітаків, яка залишалася актуальною навіть через десятиліття. Головним напрямком бойової діяльності стали нальоти на цілі, розташовані на південно-східному узбережжі Англії, відстань до найближчої точки якого від Зебрюгге становило близько 150 кілометрів. Найбільш важливе значення тут мали порти Дувр, Рамсгейт, Лоустофт і Ярмут, де базувалися британські військові кораблі, морські літаки і дирижаблі.
Фрідріх Крістіансен був ініціатором розробки і виробництва літака Hansa-Brandenburg W.12, який розробив Ернст Гайнкель. В кінці 1916 року новий літак був випробуваний особисто Крістіансеном. З появою на озброєнні нових гідропланів Гайнкеля, Фрідріх Крістіансен і його товариші стали на рівних боротися з британцям за панування в небі над Північним морем.
У вересні 1917 року він був призначений начальником авіабази на базі морської авіації «Фландрія» в Зебрюгге. 31 жовтня 1918 року очолив 2-й морський авіазагін.
Свою першу повітряну перемогу Крістіансен здобув 15 травня 1917 року, збивши Sopwith Pup біля Дувра. У цей день літаки SFL 1 були перехоплені винищувачами англійців. Один з британських пілотів, побачивши окремий від інших  німецький літак ,вирішив, що це легка здобич і кинувся в атаку. Однак замість того, щоб спуститися нижче і виконувати звичні оборонні маневри, німець раптом легко розвернувся назустріч, пішов в лобову і збив літак. Решта англійці прийшли в замішання і незабаром покинули місце бою.
Крім літаків, в списку його перемог збитий 11 грудня 1917 року нежорсткий патрульний дирижабль прибережної дії C27.
21 квітня 1918 року на літаку Hansa-Brandenburg W.12 Крістіансен атакував голландську шхуну «Меув», викликавши на ній пожежу.
6 липня 1918 року під час патрулювання Крістіансен зауважив на поверхні в гирлі річки Темза британський підводний човен С 25. Він тут же на своєму гідролітаку Hansa-Brandenburg W.29 атакував її в піку, обстрілюючи підводний човен кулеметним вогнем, убивши капітана і п'ять інших членів екіпажу. Хоча човен був лише пошкоджений і дійшов до гавані, перемогу над ним Крістіансену зарахували.
У роки Першої світової війни цей відважний льотчик здійснив близько 600 бойових вильотів, збив 12 літаків і 1 дирижабль противника, а також захопив в ході спільних дій з бойовими кораблями флоту голландську шхуну, яка перевозила контрабанду. Офіційно він здобув 13 перемог, причому 6 з них у групі.

### Міжвоєнний період

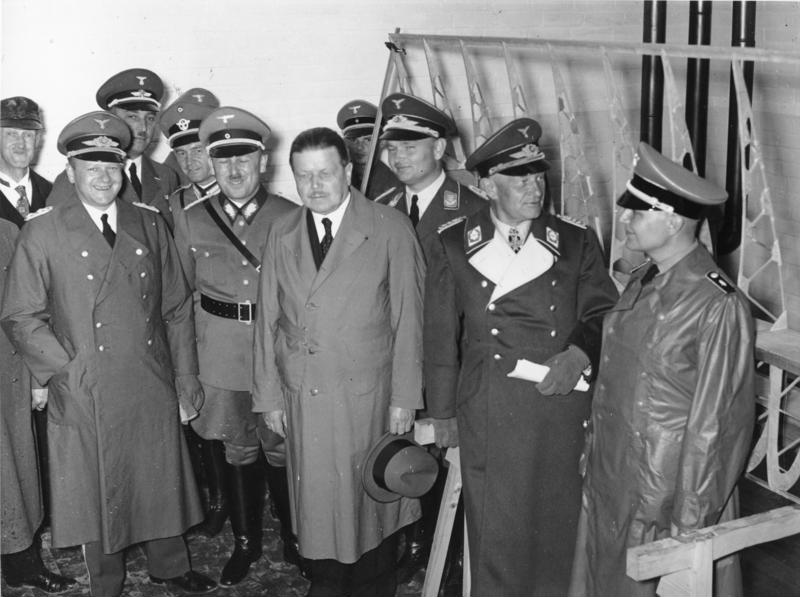
Генерал-майор Крістіансен — другий праворуч (1937).

Після закінчення війни 6 березня 1919 року демобілізований.
1 квітня 1919 року Крістіансен вступив на роботу капітаном торгового флоту (потім став виконавчим директором) в фірму Casper», що входила в морську компанію HAPAG. Одночасно приєднався до 3-ї Морський бригаді Вільфріда фон Левенфельда, з 13 квітня 1919 по 21 січня 1920 року проходив службу в ній як льотчик і командир ескадрильї. У 1919 році Крістіансен виконав кілька десятків бойових вильотів, борючись з комуністами.
З 1 січня 1923 року — капітан новітнього транспортного корабля Rio Bravo компанії HAPAG, на якому здійснював регулярні рейси з Гамбурга, через Англію, на Кубу, в Мексику або Техас.

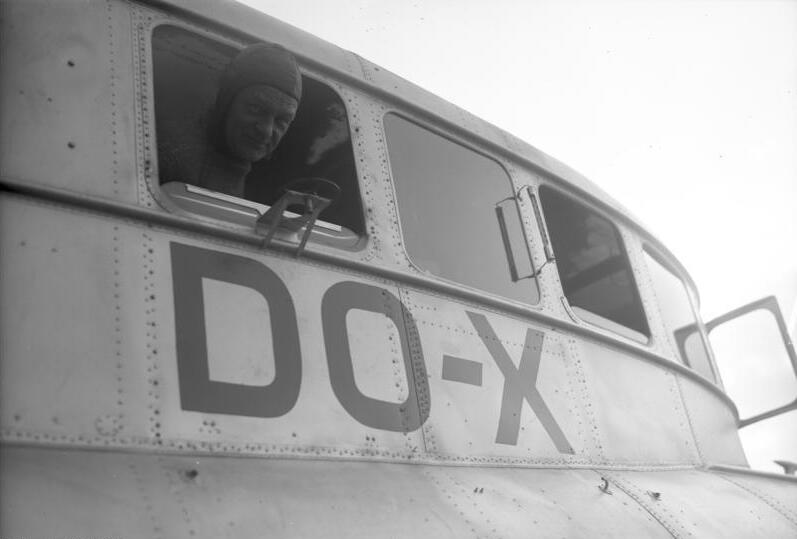
Крістіансен на борту Dornier Do X.

У 1930 році перейшов в фірму «Дорньє» , де отримав під командування найбільший в світі літак Dornier Do X, який міг сідати на воду. На ньому встановив декілька світових рекордів і здійснив переліт через Атлантику в 1931 році.
Для того, щоб дати творінню Дорньє найкращу рекламу, був задуманий великий трансатлантичний переліт. Восени 1930 року Фрідріх Крістіансен отримав запрошення зайняти посаду капітана Dornier Do X. Під його командуванням виявилося ще 11 осіб, включаючи першого пілота Горста Меца, другого пілота Клеренса Шільдауера (з США), а також представника фірми «Кертісс» Гарві Брютоні, який повинен був стежити за роботою двигунів.
Переліт розпочався 5 листопада 1930 року в Амстердамі, далі проходив через Англію, Францію, Іспанію і Португалію. У Лісабоні відбулася перша серйозна затримка через виниклу на борту пожежу, яку вдалося швидко згасити. Потім 3 лютого 1931 року за зльоті з гавані Лас Шільдауер примудрився посадити літак на мілину і серйозно пошкодити днище. Поки екіпаж проводив ремонт, американця замінили більш кваліфікованим пілотом Крамером фон Клаусбрюхом, який мав південноафриканське громадянство. Після його прибуття справи знову пішли на лад, і незабаром Dornier Do X відвідав Західну Африку, потім перетнув Атлантичний океан, побував в Бразилії, на Тринідаді і Кубі.
27 серпня 1931 року прибув до Нью-Йорка. Після тривалої затримки, пов'язаної з заміною відпрацьованих двигунів, Крістіансен і його команда вирушили в дорогу назад, і 24 травня 1932 року прибули до Німеччини. Там льотчиків зустріли як героїв, а Фрідріх отримав звістку про те, що відтепер він є почесним громадянином свого рідного міста Вик-ауф-Фер.
3 березня 1933 року, коли під керівництвом Германа Герінга був сформований Імперський комісаріат авіації, Крістіансен був призначений начальником Відділу особового складу і підготовки, тобто став цивільним службовцям. Оскільки військова авіація була офіційно заборонена, Крістіансен 1 січня 1934 року був зарахований на службу у ВМФ.
З 3 січня 1934 року був призначений інспектором льотних шкіл; одночасно 13 липня 1934 року призначений (на 5 років) членом Народної судової палати. 1 березня 1935 року він був офіційно переведений в люфтваффе. 1 березня 1937 року  призначений офіцером для особливих доручень при Верховному командуванні люфтваффе (ОКЛ). При створенні Націонал-соціалістичного льотного корпусу (НСФК) 17 квітня 1937 року став його керівником.

### Друга світова війна

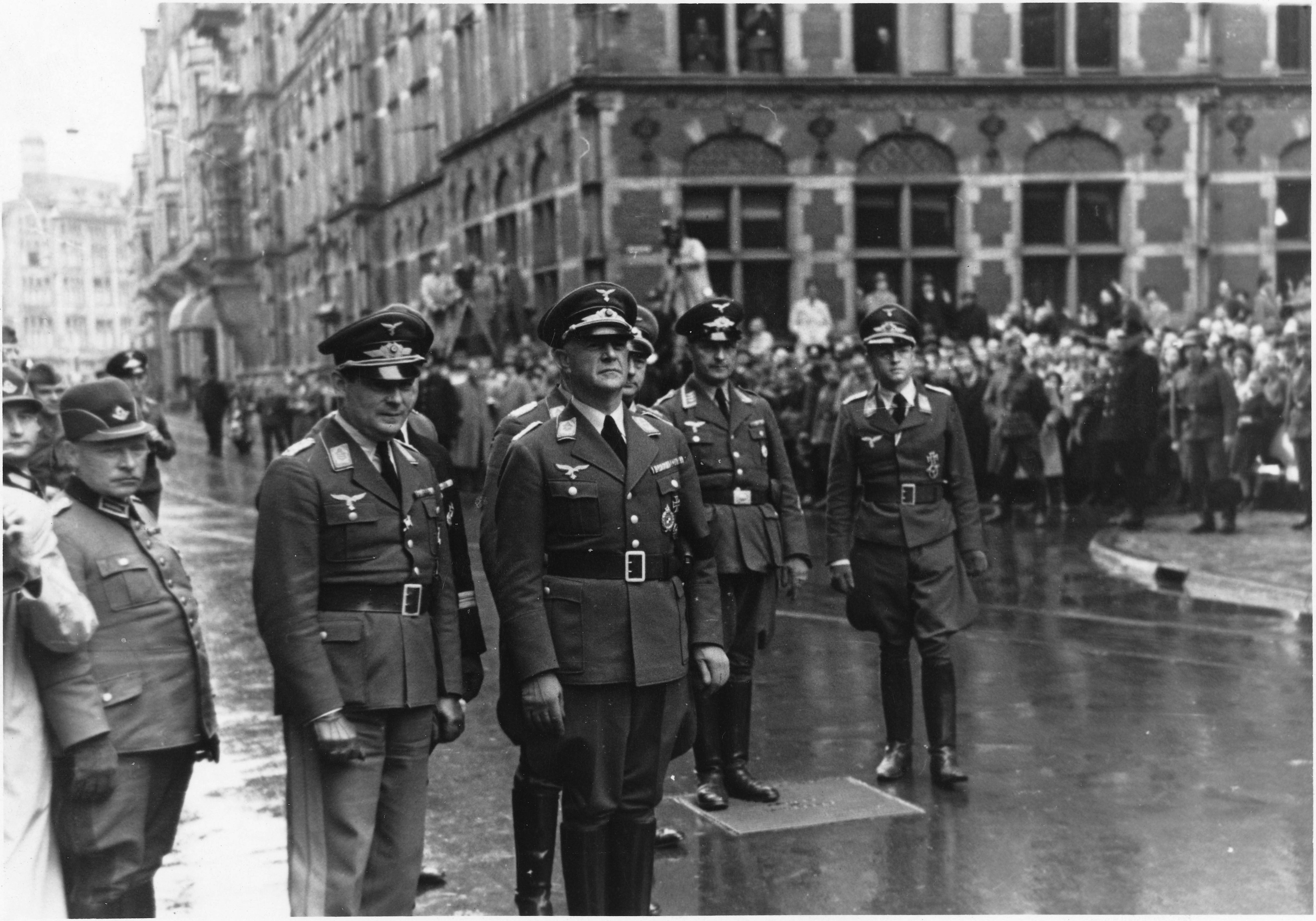
Генерал авіації Крістіансен — третій ліворуч (Гаага; 17 липня 1940).

Після окупації Нідерландів і створення окупаційної адміністрації Крістіансен 28 травня 1940 був призначений командувачем вермахтом на території цього імперського комісаріату. Вибір припав на Фрідріха Крістіансена, оскільки той не тільки був широко відомий за межами Німеччини, але і мав в своєму роду голландських предків. Він був одним з головних співробітників імперського комісара Артура Зейсс-Інкварта.
26 червня 1943 року замінений на посту корпсфюрера НСФК Альфредом Келлером.
2 жовтня 1944 року Крістіансен наказав провести Пюттенську каральну акцію. Того ж дня всі пюттенські чоловіки у віці від 18 до 50 років були відправлені в концтабір Амерсфорт. Там з 661 чоловік були відпущені 59 непридатних до роботи, а 602 відправлені в концтабір Ноєнгамме. По дорозі 13 людей зуміли втекти, зістрибнувши з поїзда. З інших повернулися додому тільки 48, причому 5 з них померли незабаром після повернення. Всього загинуло 552 чоловіків і 1 жінка. Більшість чоловіків померли від голоду, непосильної праці і інфекційних хвороб в концтаборах.

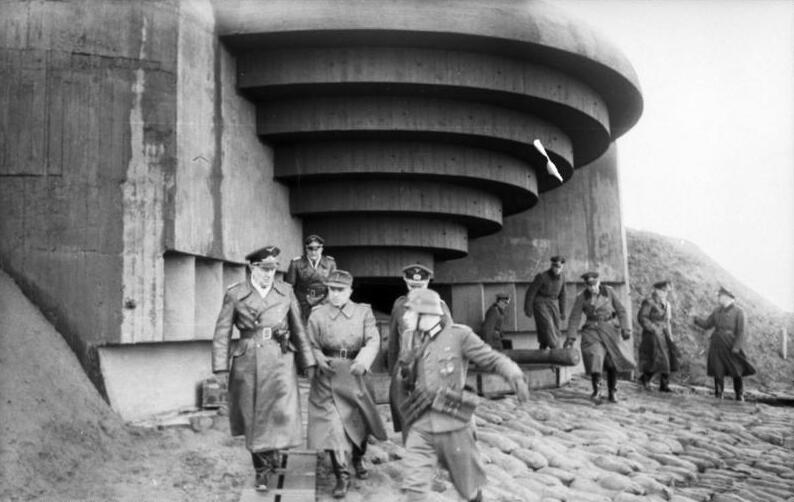
Генерал Крістіансен (крайній ліворуч) оглядає бункер Атлантичного валу (1944).

11-13 листопада 1944 року командував армійською групою «Крістіансен», а 19-23 грудня 1944 року — армійської групою «Нідерланди», куди входили, в основному, ослаблені другочергова дивізії.
З 10 листопада 1944 по 29 січня 1945 року командував 25-ю армією, що діяла на території Нідерландів. 7 квітня 1945 року Крістіансен знову очолив 25-у армію, але фактично командування здійснював Йоганес Бласковіц. 22 квітня 1945 року штаб армії був переформований в командування Північного Сходу, а на чолі його формально залишився Крістіансен, хоча фактично ніяких командних повноважень він не отримав.

### Післявоєнне життя
6 липня 1945 року Крістіансен був заарештований британською військовою поліцією і потім переданий голландській владі. 12 лютого 1948 року спеціальною судом в Арнхеймі визнаний винним в скоєнні військових злочинів і засуджений до 12 років тюремного ув'язнення. Головним злочином інкримінували здійснення Пюттенської каральної акції. Крістіансен ніяк не міг відповідати за умови утримання в'язнів на території Німеччини, але він однаково був засуджений. 19 грудня 1951 року Крістіансен був звільнений за станом здоров'я.
У січні 1952 року Фрідріх Крістіансен повернувся в своє рідне Вик, вийшов на пенсію і незабаром переїхав в Аукруг, де і провів в колі сім'ї решту життя.

## Звання
- Боцман резерву (30 вересня 1902)
- Віце-штурман резерву (21 березня 1915)
- Лейтенант резерву (18 лютого 1916)
- Оберлейтенант резерву (25 червня 1917)
- Капітан-лейтенант резерву (27 вересня 1918)
- Міністерський радник (3 березня 1933)
- Капітан-цур-зее (1 січня 1934)
- Оберст (1 березня 1935)
- Генерал-майор (1 грудня 1935)
- Генерал-лейтенант (1 серпня 1937)
- Генерал авіації (1 січня 1939)

## Нагороди
- Знак пілота ВМФ (1913)

### Перша світова війна
- Залізний хрест
  - 2-го класу (березень 1915) — за бомбардування Дувра і Рамсгейта.
  - 1-го класу (27 квітня 1916)
- Лицарський хрест ордена дому Гогенцоллернів з мечами (27 квітня 1916) — отримав одночасно із Залізним хрестом 1-го класу.
- Військовий Хрест Фрідріха-Августа (Ольденбург) 2-го і 1-го класу
- Ганзейський Хрест (Гамбург)
- Хрест «За військові заслуги» (Австро-Угорщина) 3-го класу з військовою відзнакою
- Рятувальна медаль (20 серпня 1917)
- Pour le Mérite (11 грудня 1917) — за 440 бойових вильотів.
- Почесний громадянин міста Вик-ауф-Фер (1918) — офіційно втратив звання після смерті.

### Міжвоєнний період
- Фландрійський хрест
- Хрест Левенфельда
- Пам'ятний знак пілота (Пруссія)
- Знак пілота Німецької асоціації повітряного спорту
- Золота рятувальна медаль
- Орден Оранських-Нассау, лицарський хрест (Нідерланди)
- Почесний громадянин міста Аукруг (1932) — офіційно втратив звання після смерті; в березні 2016 року символічно позбавлений звання.
- Почесний хрест ветерана війни з мечами
- Медаль «За вислугу років у Вермахті» 4-го, 3-го, 2-го і 1-го класу (25 років)
- Нагрудний знак пілота
- Золотий партійний знак НСДАП (30 січня 1939)

### Друга світова війна
- Застібка до Залізного хреста 2-го і 1-го класу
- Комбінований Знак Пілот-Спостерігач в золоті з діамантами (вересень 1940)
- Хрест Воєнних заслуг 2-го і 1-го класу з мечами (30 квітня 1941) — отримав 2 нагороди одночасно.
- Німецький хрест в сріблі (1 червня 1943)

## Вшанування
В рідному місті Вику Велика вулиця (нім. Große Straße) була перейменована на вулицю Фрідріха Крістіансена (нім. Friedrich-Christiansen-Straße). В травні 1980 року вулиці повернули стару назву. 